# مارک آریان
مارک آریان (انگلیسی: Marc Aryan؛ ارمنی: Մարկ Արյան؛ ۱۴ سپتامبر ۱۹۲۶ – ۳۰ سپتامبر ۱۹۸۵) یک خواننده بلژیکی-فرانسوی ارمنی‌تبار بود.

## زندگی‌نامه
وی در ۱۴ سپتامبر ۱۹۲۶ در ولانس، دروم به دنیا آمد و در ۳۰ سپتامبر ۱۹۸۵ در سن ۵۹ سالگی در Ohain درگذشت.